# Byttorpssjön
Byttorpssjön  eller Kolbränningen är en sjö i den västra delen av centrala Borås och ingår i Rolfsåns huvudavrinningsområde. Sjön är 4,7 meter djup, har en yta på 0,0863 kvadratkilometer och befinner sig 162,9 meter över havet.
Sjön ligger i stadsdelen Byttorp. Det är en smal sjö med en längd av cirka 1 km. Här finns motions- och promenadstråk och fiskemöjligheter. Byttorps kyrka, skola och idrottsplats inramar sjön.
Byttorpssjön har haft lyckade häckningar av den asiatiska andarten mandarinand. Änderna har troligen rymt från den närliggande Ramnasjöns fågelkoloni.

## Delavrinningsområde
Byttorpssjön ingår i delavrinningsområde (640513-132600) som SMHI kallar för Inloppet i Viaredssjön. Medelhöjden är 231 meter över havet och ytan är 20,43 kvadratkilometer. Det finns inga avrinningsområden uppströms utan avrinningsområdet är högsta punkten. Sörån som avvattnar avrinningsområdet har biflödesordning 2, vilket innebär att vattnet flödar genom totalt 2 vattendrag innan det når havet efter 78 kilometer. Avrinningsområdet består mestadels av skog (65 %). Avrinningsområdet har 0,16 kvadratkilometer vattenytor vilket ger det en sjöprocent på 0,7 %. Bebyggelsen i området täcker en yta av 5,09 kvadratkilometer eller 24 % av avrinningsområdet.